# Zwischenname
Ein Zwischenname ist ein weiterer Name, der zwischen dem Vornamen und dem Familiennamen geführt wird. Von einem Zwischennamen wird hingegen nicht gesprochen, wenn eine Person mehr als einen Vornamen bzw. Nachnamen hat.

## Deutschland
In Deutschland handelt es sich bei Zwischennamen meist um Patronyme aus dem Vornamen des Vaters mit der in der jeweiligen Landessprache üblichen Endung für „-sohn“ oder „-tochter“. Beispiel: Hinrich Peters Merten bedeutet „Hinrich Merten, Peters Sohn“. Diese Namensbildung ist im Deutschen nur im Ostfriesischen zulässig; die Ausnahme gilt auch für Geburten außerhalb Ostfrieslands. Derselbe Name als Zwischenname und Familienname (z. B. Hinrich Peters Peters) ist nicht (mehr) erlaubt. Bezieht sich der Name auf die Mutter, handelt es sich um ein Metronym.
Für Angehörige der dänischen Minderheit wird es mit Inkrafttreten des reformierten Namensrechts ab 1. Mai 2025 möglich sein, einen Doppelnamen ohne Verwendung eines Bindestrichs zu führen, um der dänischen Tradition des Mittelnamens (mellemnavn) gerecht zu werden.
Da Zwischennamen kein Bestandteil des deutschen Namensrechts sind, dürfen in anderen Staaten nach deren Heimatrecht erworbene Zwischennamen (z. B. durch Geburt im Ausland) als solche nicht in deutsche Passdokumente eingetragen werden. Es besteht allerdings die Möglichkeit, Zwischennamen mittels einer gegenüber dem zuständigen Standesamt abgegebenen Namenserklärung als zusätzliche Vornamen eintragen zu lassen.

## Norwegen/Dänemark
In Norwegen können als Zwischennamen Namen gewählt werden, die auch als Nachnamen zulässig sind. Der Zwischenname ist kein Bestandteil des Nachnamens und wird häufig nicht mit angegeben. Bei einem doppelten Nachnamen ist zwischen den beiden Nachnamen ein Bindestrich zu setzen.
In Dänemark ist der Zwischenname eher mit einem zweiten Nach-Namen vergleichbar, wobei nicht alle Dänen einen Zwischennamen führen.

## Osteuropa
In mehreren osteuropäischen Ländern gibt es einen regulären dritten Namensbestandteil neben Vor- und Familiennamen. Dabei handelt es sich um sogenannte Vatersnamen. Die Tradition, Vatersnamen zu vergeben, lässt sich viele Jahrhunderte zurückverfolgen. Während der Zeit der Sowjetunion galt diese Regel in der gesamten UdSSR. Nach ihrem Zerfall behielten nur Russland, Belarus und die Ukraine sie bei. Sie gilt ferner auch in Bulgarien und in Griechenland.
In den ost-slawischen Ländern (z. B. Russland) erfolgt die Bildung des Vaternamens durch Anhängen des Zusatzes (Suffix) „owitsch“ an den Vornamen des Vaters.
In Bulgarien und Griechenland erfolgt die Bildung des Vaternamens durch dessen Genitiv. In den nicht-slawischen Unionsrepubliken wurde es auch so gemacht.

## Nordamerika
In Kanada und den Vereinigten Staaten wird der Zwischenname als middle name bezeichnet und kann dort entweder aus einem Vornamen, wie etwa bei Anthony Michael Hall, oder einem Familiennamen, wie etwa bei Dorothy Walker Bush, bestehen. Üblicherweise wird dieser Name nicht ausgeschrieben.

## Vietnam
In Vietnam gibt es Zwischennamen, um die geringe Zahl von Familiennamen auszugleichen; früher wurden Zwischennamen auch genutzt, um das Geschlecht einer Person zu spezifizieren. Üblicherweise wird dieser Name ausgeschrieben.